# صلاح علي
صلاح علي محمد عبد الرحمن سياسي بحريني.

## السيرة
ولد صلاح في العاصمة المنامة.
مقدمة: المقدمة:
الدكتور صلاح بن علي من الشخصيات المعروفة في مملكة البحرين، حيث شغل العديد من المناصب الطبية والسياسية والحقوقية والمجتمعية والتطوعية و الإنسانية لأكثر من 45 عاماً أكسبته خبرة ودراية في العمل الطبي والصحي والسياسي والبرلماني والحقوقي والخيري والإغاثي والمجتمعي والاجتماعي، إضافة إلى خبرته الطويلة في المجال التطوعي والإنساني والمسؤولية المجتمعية لأكثر من 35 سنة. ونال الدكتور صلاح بن علي على العديد من الشهادات والمؤهلات العلمية والتخصصية والأوسمة والتشريفات في مسيرته العملية والمهنية والمجتمعية و التطوعية، وهو حاصل على درجة استشاري طب الأسرة والصحة العامة منذ عام 2000م.
شغل الدكتور صلاح العديد من المسئوليات والمهام والمناصب في مسيرته السياسية والطبية والتطوعية والمسئولية المجتمعية على المستويات الوطنية والخليجية والعربية والدولية.
المناصب والمسميات الحالية:
- وزير حقوق الإنسان السابق.
- عضو مجلس الشورى الأسبق.
- نائب رئيس مجلس النواب الأسبق.
- رئيس الكونجرس الدولي للمسؤولية المجتمعية.
- رئيس مجلس الإدارة وكبير المستشارين الطبيين ومطور الأعمال في شركة MAM للعقاقير والأجهزة الطبية والأغذية الصحية.
- السفير الدولي للمسئولية الاجتماعية.
- المفوض الأممي للشراكة المجتمعية.
- مبعوث دولي خاص لشؤون الدبلوماسية الإنسانية.
- نائب رئيس الهيئة الاستشارية لمنصة خبراء المسؤولية المجتمعية.
- سفير مناصر للجهود الدولية في مكافحة وباء فيروس كورونا المستجد كوفيد 19.
- سفير الإنسانية الدولية.
- عضو الشبكة الإقليمية للمسئولية الاجتماعية.
- العضو الفخري للاتحاد الدولي للمسئولية المجتمعية ومقرها في الولايات المتحدة الأمريكية.
- عضو الهيئة الاستشارية لموسوعة المسؤولية المجتمعية في الدول العربية.
- عضو الشبكة الأوروبية لأخلاقيات الأعمال ومقرها في فرنسا.
- الرئيس الفخري لجمعية مكافحة التدخين.
- الرئيس الفخري لمركز شباب الوسطى.
- رئيس مجلس إدارة شركة الخليج العربي للتجارة والاستثمار العقاري.
- عضو مجلس أمناء صندوق ووقفية القدس.
- مدرب مهارات حياتية وبناء الذات والقدرات القيادية والإدارية.

### الشهادات
- بكالوريوس في الطب والجراحة من جامعة الملك سعود بالرياض بالمملكة العربية السعودية عام 1985.
- شهادة امتياز ممارسة مهنة الطب من جامعة الملك خالد بالرياض بالمملكة العربية السعودية عام 1986.
- الماجستير في طب الأسرة والمجتمع من الجامعة الأمريكية ببيروت عام 1991.
- الدكتوراه في طب الأسرة وصحة المجتمع من المجلس الأعلى للتخصصات الطبية في العالم العربي عام 1992.
- شهادة مهارات الإشراف الإداري من إدارة التدريب بوزارة الصحة عام 1993.
- شهادة الإدارة والقيادة نحو التميز من إدارة التدريب بوزارة الصحة عام 1993.
- شهادة الاتصال السكاني وتنظيم الأسرة من جامعة جونز هوبكنز بالولايات المتحدة الأمريكية عام 1994.
- شهادة إدارة أساسيات الرعاية الصحية من الكلية الملكية للجراحين في أيرلندا عام 1995.
- دبلوم في إدارة الرعاية الصحية من الكلية الملكية للجراحين بأيرلندا عام 1996.
- الماجستير في الصحة العامة مع مرتبة الشرف من الدرجة الأولى في تخصص تثقيف وإعلام صحي من جامعة ساوث كارولينا الجنوبية بالولايات المتحدة الأمريكية عام 1997.
- دبلوم إدارة الصحة العامة الدولية من مركز التحكم بالأمراض في أطلنطا بولاية جورجيا بالولايات المتحدة الأمريكية عام 1997.
- شهادة أساسيات مرض نقص المناعة المكتسب (الإيدز) من جامعة ساوث كارولينا الجنوبية بالولايات المتحدة الأمريكية عام 1997.
- شهادة المهارات الإعلامية في الصحة الإنجابية من جامعة جون هوبكنز بالولايات المتحدة الأمريكية عام 1998.
- شهادة علم برمجة اللغويات عام 2000.
- شهادة المهارات التشريعية في الصياغة القانونية من جامعة نيو أورلينز بالولايات المتحدة الأمريكية عام 2003.

### المسيرة المهنية
عمل طبيب مقيم بمستشفى جامعة الملك خالد بالرياض بالمملكة العربية السعودية من 1986 إلى 1987 ثم عاد إلى البحرين للعمل طبيب معالج بمجمع السلمانية الطبي من 1988 إلى 1989. ثم طبيب معالج بمركز النعيم الصحي في برنامج طب الأسرة من 1989 إلى 1991. ثم الطبيب المسئول بمركز مدينة عيسى الصحي من 1991 إلى 1992 ثم نقل إلى مركز البديع الصحي من 1993 إلى 1994. عُيَّن رئيس قسم التثقيف الصحي من 1994 إلى 1996 ورئيس برنامج مكافحة التدخين بوزارة الصحة من 1995 إلى 2002. عاد للعمل في مركز مدينة عيسى الصحي من 1998 إلى 2002.
عمل إماما لمسجد خالد بن الوليد بمدينة عيسى من 1988 إلى 1996 ثم جامع نوف النصار بنفس المنطقة من 1996 إلى 2000.

### المسيرة السياسية
تولى رئاسة وحدة أجيال المستقبل بالجمعية من 1997 إلى 2000. تولى رئاسة مجلس إدارة جمعية المنبر الوطني الإسلامي الذراع السياسية لجمعية الإصلاح من 2002 إلى 2007 ورئاسة المكتب السياسي لجمعية المنبر من 2002 إلى 2006. في انتخابات عام 2002 ترشح عن الدائرة الرابعة في المحافظة الوسطى واستطاع التغلب على عيسى مكلي. تولى رئاسة كتلة جمعية المنبر في مجلس النواب من 2002 إلى 2006. في انتخابات عام 2006 استطاع التفوق على منيرة فخرو مرشحة جمعية جمعية العمل الوطني الديمقراطي حيث حصل على 4066 بفارق 906 صوت على منيرة وحصل على ما نسبته 53.64%. في الفترة الثانية استطاع الحصول على منصب النائب الثاني لرئيس مجلس النواب.
في نوفمبر 2010 قرر عدم الترشح إلى انتخابات مجلس النواب حيث قرر الملك حمد بن عيسى بن سلمان آل خليفة تعيينه عضوا في مجلس الشورى. في أبريل 2012 تقرر تعيينه وزيرا لشئون حقوق الإنسان حتى ديسمبر 2014.
المسيرة التطوعية في المجال المجتمعي والإنساني:
شغل الدكتور صلاح بن علي العديد من المناصب التطوعية والإنسانية، من أبرزها:
- رئيس مشروع سنبلة الخير للأسر الفقيرة والأرامل واليتامى بمدينة عيسى (1990-2001م).
- إمام وواعظ بجامع خالد بن الوليد (1988-1996م).
- رئيس مجلس إدارة جمعية مكافحة التدخين (1998-2000م) و (2002-2004م) و (2006-2010م).
- مدرب وموجة للأولاد الكشافة والمرشدات (1995-1997م).
- إمام جامع نوف بنت النصّار بمدينة عيسى (1996-2002).
- رئيس مجلس إدارة جامع نوف بنت النصّار (1998-2002م).
- رئيس لجنة التوعية بجمعية الهلال الأحمر البحريني (1998-2001م).
- عضو في مركز الأمل للمسنين (1998-1999م).
- الرئيس الفخري للجنة الباحثين عن العمل بالدائرة الرابعة بالمحافظة الوسطى (2003-2006م).
- الرئيس الفخري لصندوق مدينة زايد الخيري (2003-2010م).
- العضو الفخري لجمعية مكافحة التدخين (2004-2006م).
- الرئيس الفخري لجمعية مدينة عيسى التعاونية الاستهلاكية (2004-2008م).
- عضو اللجنة التنفيذية لتطوير وتنظيم شؤون الحج (2000-2003).
- العضو الفخري لجمعية أطفال وشباب المستقبل (2004-2008م).